# Cohennoz
Cohennoz település Franciaországban, Savoie megyében. Lakosainak száma 140 fő (2022. január 1.). Cohennoz Crest-Voland, Hauteluce, Ugine és Villard-sur-Doron községekkel határos.

## Népesség
A település népességének változása:
| Lakosok száma | 154  | 159  | 170  | 161  | 160  | 159  | 151  | 145  | 140  |
|               | 2013 | 2015 | 2016 | 2017 | 2018 | 2019 | 2020 | 2021 | 2022 |